# Rhabdolaimus nannus
Rhabdolaimus nannus is een rondwormensoort uit de familie van de Rhabdolaimidae. De wetenschappelijke naam van de soort is voor het eerst geldig gepubliceerd in 1926 door Hoeppli.